# 岡田鯱彦
岡田 鯱彦（おかだ しゃちひこ、1907年12月28日 - 1993年8月4日）は、日本の国文学者、推理作家、小説家。本名は、岡田藤吉。

## 経歴
東京生まれ。東京物理学校（現 東京理科大学）を卒業した後、1935年第一高等学校卒、東京帝国大学文学部国文科に入学し、1938年卒業。1940-45年名古屋陸軍幼年学校の教官を務めた。第二次大戦後、東京青年師範学校教授、1949年から東京学芸大学教授、1971年定年、聖徳学園短期大学教授、淑徳短期大学教授。
作家としての活動もあり、『源氏物語』や『雨月物語』といった古典に取材した作品がある。1949年、ユーモア小説「天の邪鬼」が懸賞に当選。同年に『宝石』誌の第3回懸賞募集に応募した「妖鬼の呪言」が短篇懸賞の選外佳作となり、また「噴火口上の殺人」が『ロック』誌の第2回懸賞募集に1席入選し、同誌に掲載された。1950年、紫式部と清少納言の推理比べを描いた長編「薫大将と匂の宮」を発表。同年に「紅い襟巻」を『宝石』の長編懸賞に投稿したほか、俠盗・鯱先生が不可能犯罪に挑む連作シリーズを執筆していた。1962年で創作は途絶え、1973年に活動を再開したものの、1976年に捕物帳連作を最後に再び沈黙した。

## 著書
- 『聖僧黙山和尚』（岡田藤吉名義、人文閣） 1943
- 『紅い頸巻』（東方社） 1955
- 『幽溟荘の殺人』（東方社） 1955
- 『裸女観音』（東方新書） 1955
- 『噴火口上の殺人』（東方社） 1955
- 『薫大将と匂の宮』（東方社） 1955、のち改題『源氏物語殺人事件』（春陽文庫）、旺文社文庫 (1980)、原題で国書刊行会(1993)、扶桑社文庫(2001)、創元推理文庫(2020)
- 『樹海の殺人』（春陽堂書店） 1957
- 『黒い太陽の秘密』（東光出版社、少年少女最新探偵長編小説集） 1958
- 『地獄の追跡』（和同出版社） 1958
- 『予告殺人』（同光社出版） 1958
- 『黒い断崖』（同光社出版） 1958
- 『あやかしの夜 エロチック・ファンタジイ』（あまとりあ社） 1958
- 『犯罪の足音』（光風社） 1958
- 『黒い疑惑』（同光社出版） 1959
- 『樹海殺人事件』（小説刊行社） 1960
- 『断崖殺人事件』（小説刊行社） 1960
- 『殺意の渦』（昭和書房） 1961
- 『恐怖の影』（青樹社） 1963
- 『岡田鯱彦名作選』（河出文庫） 2001
- 『岡田鯱彦探偵小説選』全2巻（論創ミステリ叢書） 2014